# Muricea atlantica
Muricea atlantica é uma espécie de cnidário da família dos plexaurídeos (Plexauridae). Em 2005, foi classificado como vulnerável na Lista de Espécies da Fauna Ameaçadas do Espírito Santo; e em 2018, foi listado sob a rubrica de dados insuficientes na Lista Vermelha do Livro Vermelho da Fauna Brasileira Ameaçada de Extinção do Instituto Chico Mendes de Conservação da Biodiversidade (ICMBio).